# Операция Fortitude

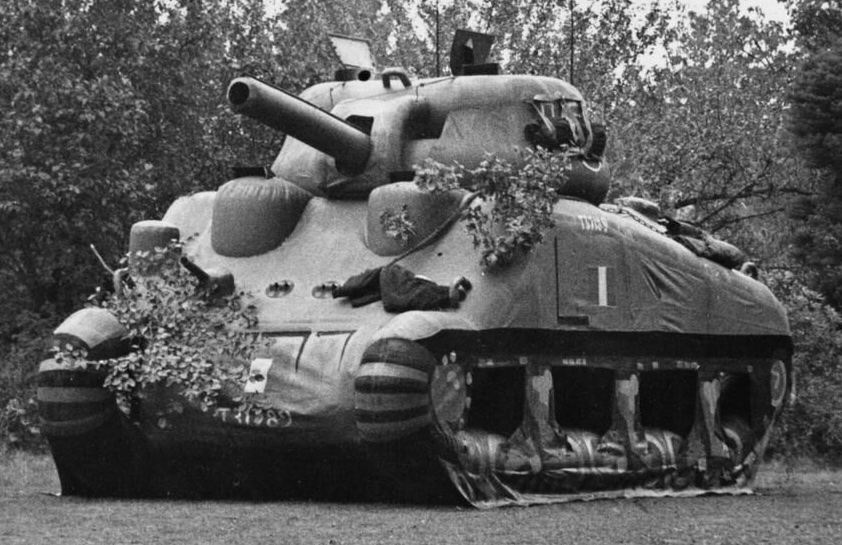
Надувной макет танка M4 Sherman

Операция Fortitude (с англ. — «стойкость») — кодовое название мероприятий по дезинформации противника, предпринятых союзниками накануне высадки в Нормандии во время Второй мировой войны. Операция являлась частью более широкого плана стратегической дезинформации — операции Bodyguard.
Операция включала имитацию создания двух общевойсковых армий: на севере в районе Эдинбурга, якобы нацеленной на Норвегию («Fortitude-север»), и на юге, в районе Па-де-Кале («Fortitude-юг»). Целью операции было отвлечение внимания германского командования от истинного места планируемой высадки в Нормандии. Среди всех операций по дезинформации, предпринятых союзниками во время Второй мировой войны, операция Fortitude считается наиболее успешной и важной.
Важную роль в успехе операции Fortitude сыграли двойные агенты, такие как Хуан Пужоль, Наталья Сергеева и Душко Попов.